# ГЕС Dōngshuǐxiá
ГЕС Dōngshuǐxiá (东水峡水电站) — гідроелектростанція у північній частині Китаю в провінції Ганьсу. Використовує ресурс із річки Beida, яка дренує північний схил гір Наньшань та наразі розбирається на зрошення по виході на рівнину (без урахування цього є лівою притокою Жошуй, котра завершується у безсточному басейні в пустелі Гобі).
В межах проекту річку перекрили бетонною греблею висотою 14 метрів, яка спрямовує ресурс у прокладений через лівобережний гірський масив дериваційний тунель довжиною 10,9 км з діаметром 3,9 метра. Він транспортує ресурс для наземного машинного залу, де встановлено три турбіни потужністю по 17,6 МВт.